# Marcus Burghardt
Marcus Burghardt (Zschopau, Saxònia, 30 de juny de 1983) és un ciclista alemany, professional des del 2005. Actualment corre a l'equip Bora-Hansgrohe. En el seu palmarès consten poques victòries, però importants: la Gant-Wevelgem de 2007 i una etapa del Tour de França. També destaca el campionat nacional en ruta del 2017.

## Palmarès
- 2001
  - 1r al Trofeu Karlsberg i vencedor de 2 etapes
- 2007
  - 1r a la Gant-Wevelgem
  - Vencedor de 2 etapes del Drei-Länder-Tour
- 2008
  - Vencedor de la 18a etapa del Tour de França
- 2010
  - Vencedor de 2 etapes de la Volta a Suïssa
- 2013
  - Vencedor de la classificació de la muntanya al Tour de Romandia
- 2017
  -  Campió d'Alemanya en ruta
  - 1r al Sparkassen Giro Bochum

### Resultats al Tour de França
- 2007. 127è de la classificació general
- 2008. 120è de la classificació general
- 2010. 161è de la classificació general
- 2011. 164è de la classificació general
- 2012. 58è de la classificació general
- 2013. 98è de la classificació general
- 2014. 154è de la classificació general
- 2016. 89è de la classificació general
- 2017. 131è de la classificació general
- 2018. 92è de la classificació general
- 2019. 141è de la classificació general

### Resultats a la Volta a Espanya
- 2005. 76è de la classificació general
- 2015. No surt (3a etapa)
- 2018. 149è de la classificació general

### Resultats al Giro d'Itàlia
- 2015. 70è de la classificació general